# Puivert
Puivert è un comune francese di 527 abitanti situato nel dipartimento dell'Aude nella regione dell'Occitania. Vi si trova un castello di origine catara, poi appartenuto al regno di Francia

## Società

### Evoluzione demografica
Abitanti censiti